# Riese

Odległości w metrach między kompleksami wchodzącymi w skład Riese

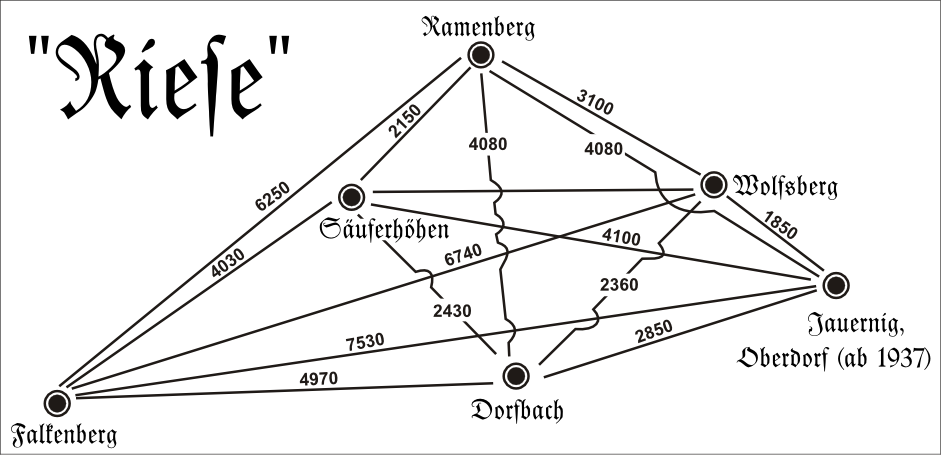
Kompleks Riese z oryginalnym nazewnictwem obiektów

Projekt Riese (niem. ‘olbrzym’) – kryptonim największego projektu górniczo-budowlanego nazistowskich Niemiec, rozpoczętego i niedokończonego w Górach Sowich oraz na zamku Książ i pod nim w latach 1943–1945. Miała to być jedna z kwater głównych Adolfa Hitlera.

## Historia projektu

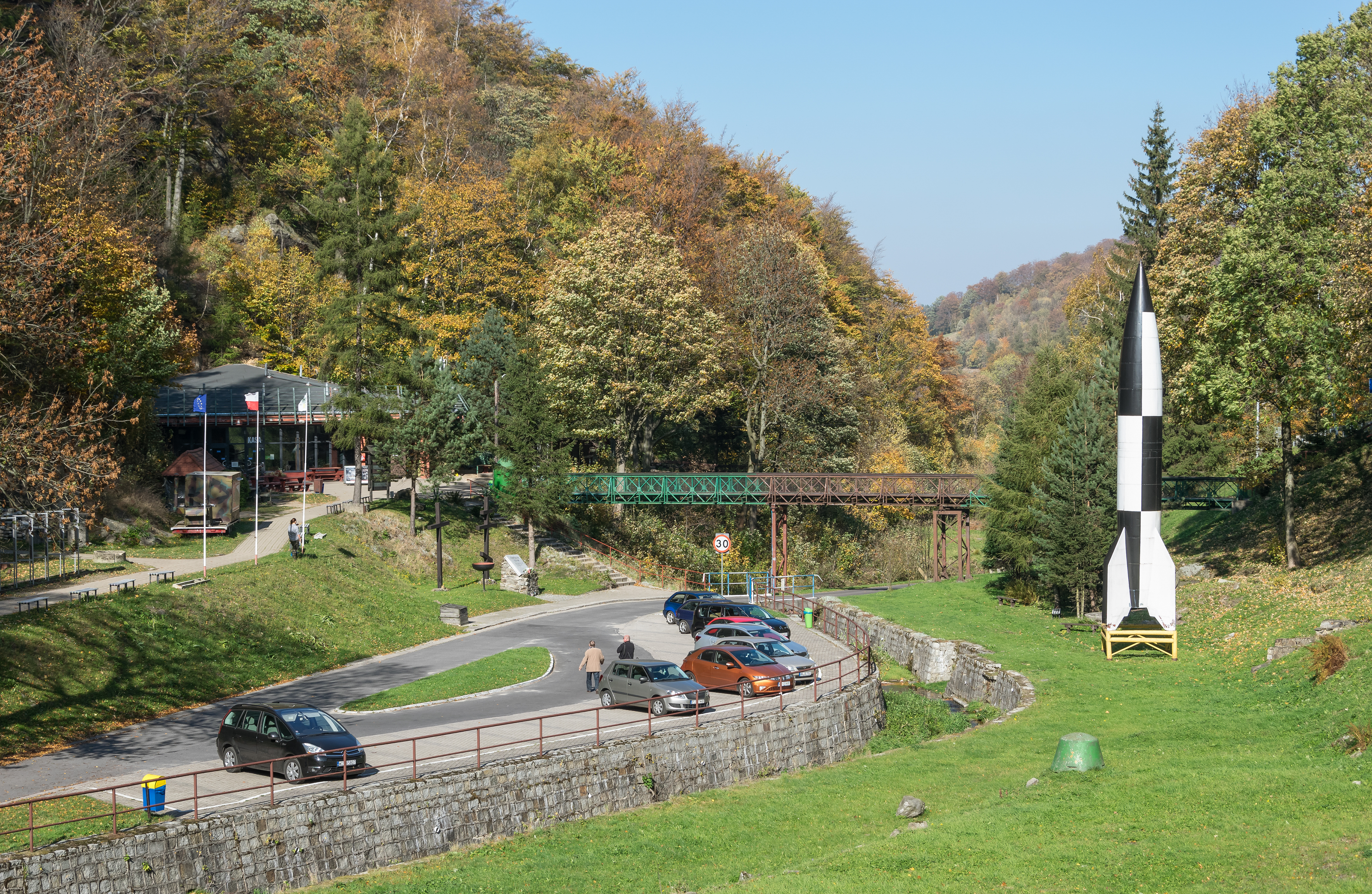
Wejście do kompleksu Rzeczka w Walimiu

Wobec nasilających się alianckich nalotów bombowych w 1943 nazistowskie Niemcy przeniosły dużą część swej strategicznej produkcji zbrojeniowej w – uważany za bezpieczny – rejon Sudetów. Mniej więcej wówczas powstał projekt utworzenia nowej kwatery głównej Adolfa Hitlera na zamku Książ oraz w potężnych bunkrach i budowlach podziemnych wydrążonych w Górach Sowich.
W tym celu powołano jesienią 1943 spółkę Industriegemeinschaft Schlesien AG (w dokumentach często jako IG Schlesien), której przekazano kilka tysięcy więźniów oraz jeńców wojennych, których umieszczono w czterech pierwszych obozach pracy. Jednak wobec niezadowalającego postępu prac już na przełomie marca i kwietnia 1944 nadzór nad budową przejęła Organizacja Todta.
Plany obejmowały potężne prace adaptacyjne na zamku Książ, utworzenie wielkich przestrzeni wydrążonych pod zamkiem, konstrukcji olbrzymich tuneli i sal podziemnych w kilku miejscach w Górach Sowich, reorganizacji całej siatki okolicznych dróg, połączenia całości siecią kolei wąskotorowej. Była to najkosztowniejsza budowa kwater wojskowych i obiektów strategicznych ówczesnych Niemiec, choć całkowite poniesione koszty trudno oszacować. Rozmach budowlano-inżynierski był na najwyższym wówczas dostępnym poziomie.
Plany były kilkukrotnie zmieniane. Wedle danych z września 1944 produkcja tych schronów miała pochłonąć 150 milionów reichsmarek; wraz ze schronami w Wilczym Szańcu i w Pullach im Isartal pod Monachium obejmowała 257 tysięcy m³ betonu zbrojonego stalą, 213 tysięcy m³ tuneli, 58 km dróg z sześcioma mostami, 100 km rurociągów. Na projekt Riese przyznano w 1944 roku 28 tysięcy ton stali i cementu, czyli tyle, ile Niemcy przeznaczały rocznie na budowę schronów przeciwlotniczych dla ludności cywilnej.
Prace zostały wykonane tylko w części. Przed wkroczeniem Armii Czerwonej wiele podziemnych konstrukcji zostało zniszczonych, a przynajmniej tunele do nich prowadzące zostały wysadzone.

## Poszczególne konstrukcje
Prace objęły swym zasięgiem teren kilkudziesięciu kilometrów kwadratowych na stokach gór: Wolfsberg (Włodarz), Saalberg (Jedlińska Kopa), Mittelberg (Dział Jawornicki), na wzgórzu między Wüstewaltersdorf (Walim) a Dorfbach (Rzeczka), Mulenberg (Moszna), Säuferhöhen (Osówka), Ramenberg (Soboń) i Schindelberg (Gontowa).
W zboczach gór wiercono otwory w skałach, które rozsadzano materiałami wybuchowymi. W ten sposób powstawały sztolnie i komory, które wzmacniano obudowami żelbetowymi. Całość była uzbrojona w potężne sieci infrastruktur drogowych, kolejowych, a także wodociągowych, kanalizacyjnych, telefonicznych i energetycznych.
W dokumentach III Rzeszy istnieją zapisy pozwalające ocenić rozmiar materiałów użytych przy konstrukcji kompleksu Riese. Między innymi na tej podstawie można sądzić, że dotychczas około połowa podziemnych korytarzy nie została odnaleziona.

## Najważniejsze znane obiekty

### Książ

Kompleks Książ

Na zamku Książ prace adaptacyjne doprowadziły do zniszczenia niektórych sal, w szczególności ucierpiały dekoracyjne elementy plafonowe oraz podłogowe. Najpoważniejsze prace jednak odbyły się poza bryłą architektoniczną samego zamku.
Doprowadzono kolejkę wąskotorową, której rozładunkiem obłożono więźniów Arbeitslager Fürstenstein, założonego u podnóża zamku. Na terenie przyzamkowym utworzono szereg dużych komór i budowli, których przeznaczenie pozostaje dyskusyjne. W zamierzeniu konstruktorów zamek miał być osiągalny wyłącznie drogą podziemną, tunelami samochodowymi i kolejowymi. Pod ziemią stworzono przynajmniej dwa poziomy kuluarów i komór, połączonych z piwnicami zamku. Pierwszy poziom znajduje się 15 metrów pod ziemią (długość około 80 m, 180 m², 400 m³), drugi 53 metry pod dziedzińcem zawiera cztery sztolnie oraz sieć krzyżujących się ze sobą szerokich korytarzy (5 m wysokości i 5,5 m szerokości), a także cztery wybetonowane komory. Dziś znajduje się w nich aparatura pomiarowa stacji sejsmograficznej PAN. Podziemia udostępnione do zwiedzania od 2018 r.

### Walim – Rzeczka

Kompleks Rzeczka

Trzy wejścia wykute w skałach wschodniego zbocza wzniesienia Ostra (niem. Spitzenberg) prowadzą do równoległych sztolni oddalonych od siebie o około 45 metrów. Między nimi są usytuowane duże hale. Długość tuneli kompleksu Rzeczka wynosi 500 metrów (2500 m²; 14 000 m³). Nad ziemią zbudowano główną centralę telefoniczną, której węzeł był większy niż wrocławski czy legnicki.

### Jugowice Górne – Jawornik

Kompleks Jugowice

Podziemny kompleks wykuty w masywie Chłopskiej Góry złożony jest z siedmiu sztolni w trzech osobnych zespołach. Czwarta sztolnia kończy się dziś gruzowiskiem pozawałowym. Długość rozpoznanych podziemi: 460 metrów (1400 m²; 4000 m³). Na ziemi istnieje kilkanaście murowanych baraków.

### Włodarz

Kompleks Włodarz

Ten olbrzymi kompleks został wybudowany w masywie góry Włodarz, prowadzą do niego trzy wejścia od strony północno-wschodniej i jedno od strony północnej. Całość kompleksu to duża liczba korytarzy przecinających się pod kątem prostym i tworzących siatkę. Dodatkowo istnieje w nim, jedna z największych, nieukończonych hal. Jest prawdopodobne, że w nieosiągalnej dziś głębi obiektu zamordowano wiosną 1945 kilka tysięcy więźniów pracujących przy budowie. Około ⅛ obiektu jest zalana wodą. Długość korytarzy: 3200 metrów (10 700 m²; 42 000 m³). Nad ziemią rozpoczęto prace nad potężnymi fundamentami.

### Głuszyca – Osówka

Kompleks Osówka

Podziemia zawierają m.in. trzy sztolnie, z których najdłuższa ma około 450 metrów. Jedna z nich posiada tamy z cegły, które utrzymują wodę w tunelu. Całkowita długość tuneli: 1700 metrów (6700 m²; 30 000 m³). Dwa obiekty są szczególnie interesujące: tzw. kasyno i tzw. siłownia. Są to duże naziemne obiekty o powierzchniach 680 m² i 900 m².

### Soboń

Kompleks Soboń

Wejścia do podziemnych konstrukcji prowadzą z trzech stron góry, trzema sztolniami. Niewielki kompleks zawiera tunele o długości 700 metrów (1900 m²; 4000 m³). Kilka budynków naziemnych i jeden bunkier. W 2010 odkryto nowe sztolnie na Soboniu.

### Sokolec – Gontowa

Kompleks Sokolec

Podziemny kompleks wykuty w masywie góry Gontowa, zasadniczo dwa prostopadłe zespoły podziemi, w dużej mierze zawalonych lub wysadzonych. Długość podziemi: 850 metrów (2400 m²; 7100 m³).

### Wielka Sowa
Wiadomo, że na stokach tej góry pracowały komanda (Eule). Byli więźniowie, którzy pracowali przy rozładunku i segregacji materiałów budowlanych zeznali, że kierowano tam duże ilości tychże materiałów. Nie udało się dotychczas odnaleźć śladów wejść podziemnych w rejonie Wielkiej i Małej Sowy.

### Moszna
Kompleks niepewny, nieodnaleziony, choć prowadzono duże prace na tym terenie i istnieją widoczne studzienki wentylacyjne. W przypadku jego istnienia miałby centralne względem innych położenie, stąd tezy o jego nadzwyczajnym przeznaczeniu.

## Praca więźniów
W budowie wykorzystywano więźniów, w przeważającej liczbie Żydów, między innymi pozostałych po likwidacji (w sierpniu 1944) łódzkiego getta, przywiezionych tu przez KL Auschwitz-Birkenau, których rychła śmierć miała zapewnić utrzymanie konstrukcji w tajemnicy. Byli oni rozmieszczeni w obozach w pobliżu miejsc pracy. Sieć tych obozów została nazwana Arbeitslager Riese i była częścią sieci podobozów Groß-Rosen. Komendantem był Albert Lütkemeyer. Do tego kompleksu trafiło też w 1944 kilka transportów (po około 50–70 mężczyzn) z więzienia na Radogoszczu w Łodzi.
Więźniów było przynajmniej kilkanaście tysięcy, choć dokumenty niemieckie mówią o zaangażowaniu prawie 30 000 więźniów. Udało się ustalić nazwiska niemal 7000 spośród nich. Praca więźniów była bardzo ciężka. Drążyli sztolnie wewnątrz gór, budowali drogi, torowiska kolejek, pracowali przy przeładunku materiałów budowlanych. Śmiertelność była bardzo wysoka, co wiązało się zarówno z niedożywieniem, z przeciążeniem pracą, z niebezpiecznymi robotami podziemnymi, jak i z traktowaniem więźniów przez niemieckich nadzorców.

## Interpretacje historyczne
Uważa się, że sam zamek Książ i jego najbliższe okolice były przygotowywane pod jedną z kwater głównych Hitlera (niem. Führerhauptquartier). Natomiast nie jest do końca dowiedziona celowość budowli drążonych w samych górach. Po wojnie powstało wiele tez. Generalnie opinie specjalistów idą w kierunku wielkich schronów dla potrzeb wojennych. Trudno jest ustalić, czy miała tu być przeniesiona produkcja tajnych rakiet V1 i V2, których fabryki na wyspie Uznam zostały zniszczone przez alianckie bombowce w sierpniu 1943, czy też miały tu być prowadzone zupełnie inne prace wojskowe. Nie jest też wykluczone, że w tych podziemiach były gromadzone dobra zagrabione podczas wojny. Za inną interpretacją przemawia fakt, że w Sudetach występują rudy uranu (wyeksploatowane po wojnie przez Związek Radziecki). Niemcy mogliby umiejscowić w Riese – ze względu na bliskość złóż rud uranu – tajne zakłady, które pracowałyby nad cudowną bronią Rzeszy – bronią jądrową. Niemcy uważali te ziemie za rdzennie niemieckie, czyli bardziej bezpieczne, i nie przypuszczali, że po wojnie znajdą się w granicach Polski.
Anton Dalmus, główny energetyk budowy Riese, który po wojnie pozostał na Śląsku w Głuszycy i Prudniku, współpracował z polskimi władzami i często udzielał wywiadów. W 1947, kiedy oprowadzał po podziemiach Riese Zbigniewa Mosingiewicza, dziennikarza „Słowa Polskiego”, utrzymywał, że „od strony Modrzewka planowano wejście do kwatery głównej Hitlera, od Chałup – dla Goebbelsa i jego sztabu, z Walimia zaś do sztabu Wehrmachtu”. Na pytanie, czy plotki o mającym tu powstać atomowym miasteczku są prawdziwe, Dalmus miał zareagować gwałtownie: „Czerwona twarz Dolmussa robi się miejscami blada, a szare stalowe oczy przykrywają się powiekami. Łapie się za twarz nerwowym ruchem, jakby chciał odepchnąć nasze pytanie i dopiero po dobrej chwili zaczyna mówić. – Nie, to nie jest prawda (...)”. W sprawozdaniu z innej wyprawy, w której wziął udział Dalmus, napisano: „Mój informator był bardzo powściągliwy. Dowiedziałem się tylko, że obiekt miał służyć jako schron dla sztabu niemieckiego i żołnierzy w ilości około 40 000 ludzi. Sądząc z niektórych, niewykończonych jeszcze pomieszczeń, wydawało się, że inżynier istotnie mówi prawdę (...) W dalszym ciągu mój przewodnik poinformował mnie, że miał tu być wykonany przekop na stronę czechosłowacką i że to, co zdążyli Niemcy zrobić zajęło 6 miesięcy”. Dalmus proponował polskim władzom sprzedaż planów budowy kompleksu Riese. Wycenił swoją wiedzę na 1,5 mln ówczesnych złotych. Nie wykupiono informacji od Dalmusa, ponieważ uznano, że ich cena jest zawyżona.

## Stan dzisiejszy

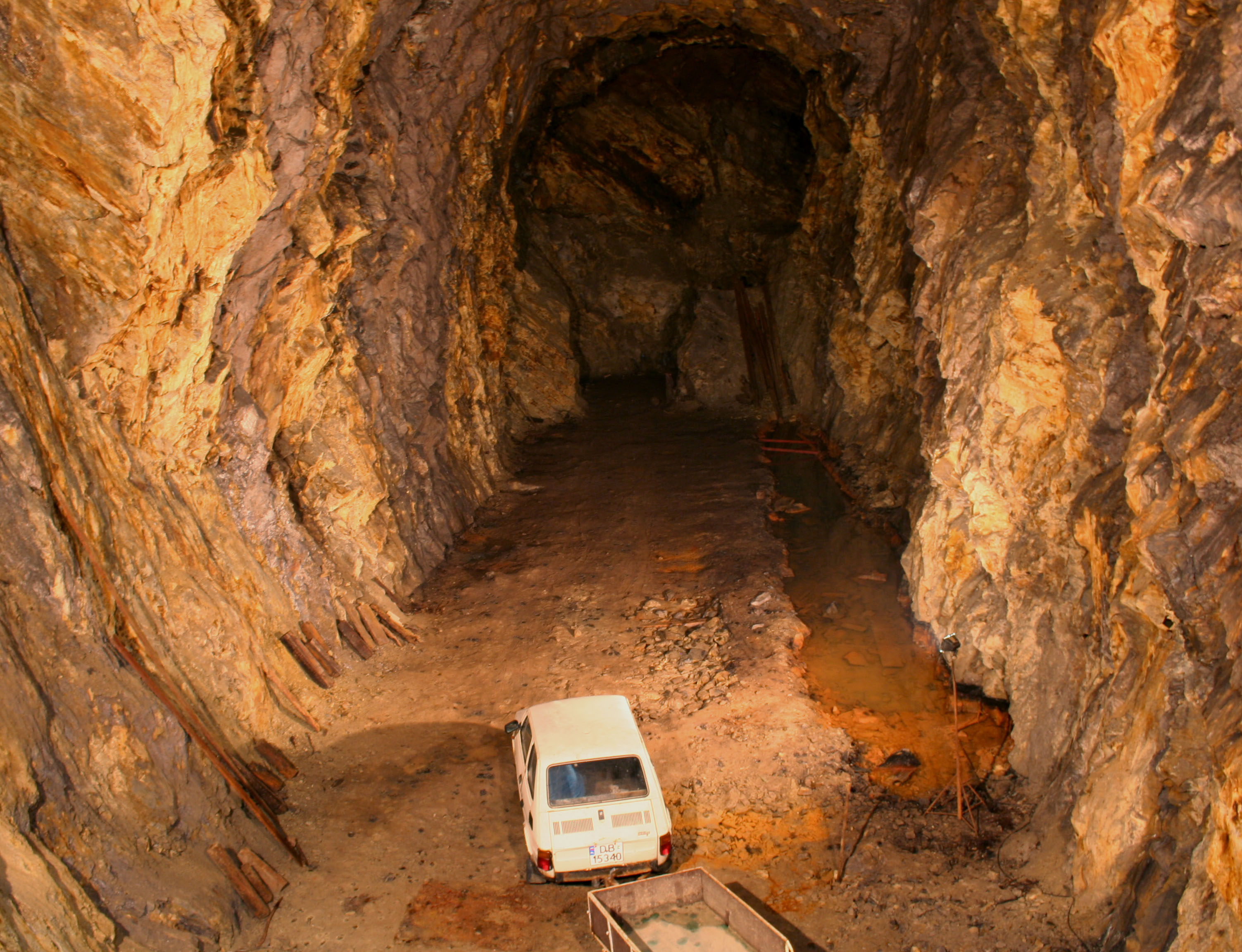
Wywóz gruzu w czasie prac eksploracyjnych w kompleksie Rzeczka

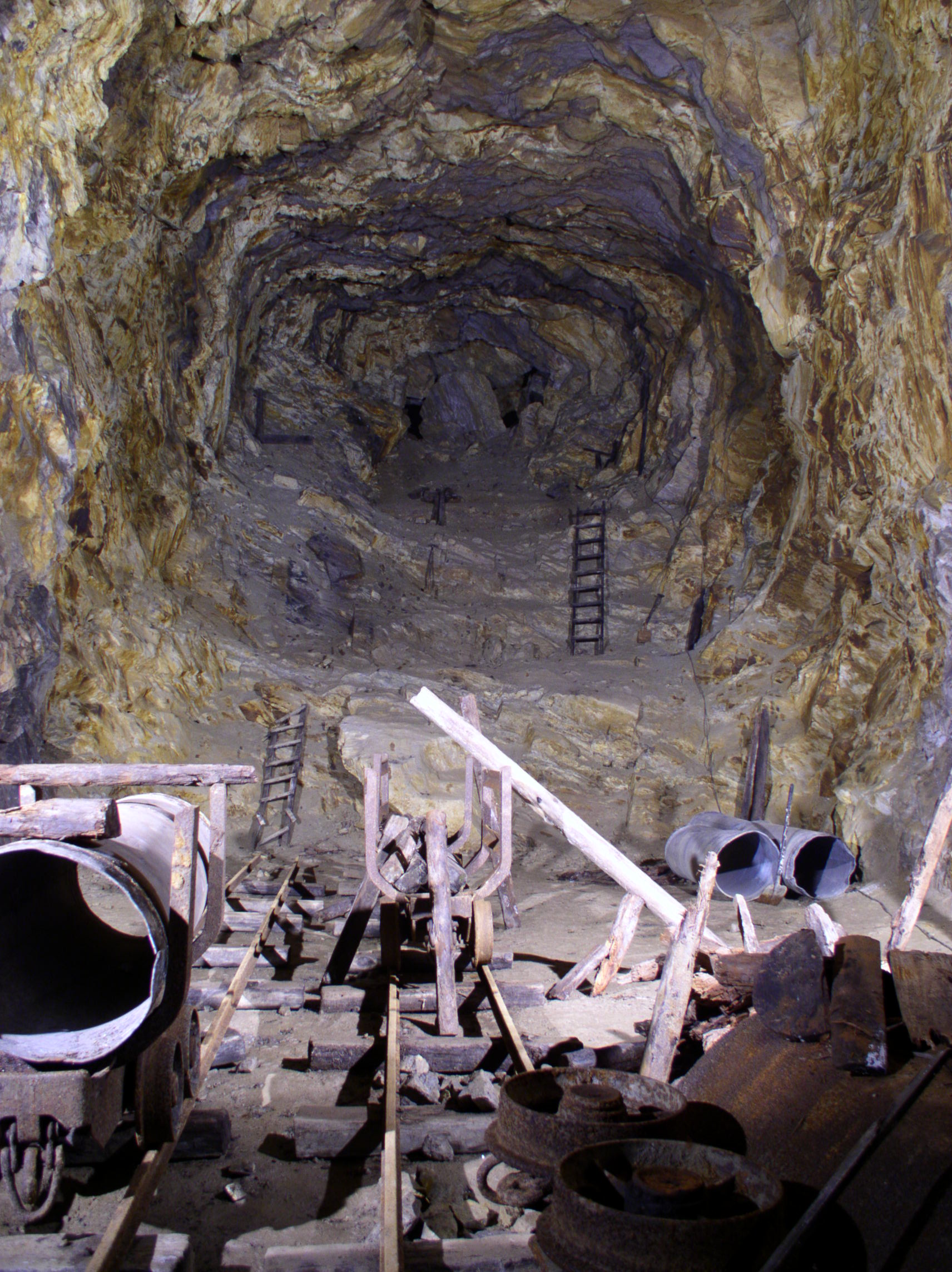
Sztolnia w Rzeczce

Zachowane zabudowania są zwiedzane przez turystów i amatorów obiektów wojskowych. Duża część podziemnych sztolni jest zamknięta – wejście grozi wypadkami. Grupy speleologów amatorów nawiedzają różne partie podziemnych korytarzy, korzystając m.in. z licznych otworów wentylacyjnych. W 1995 otwarto trasę zwiedzania w kompleksie „Rzeczka”, przekształconą wiosną 2001 w Muzeum Sztolni Walimskich. Oprócz tego do zwiedzania dostępne są kompleksy Osówka i Włodarz oraz Książ.

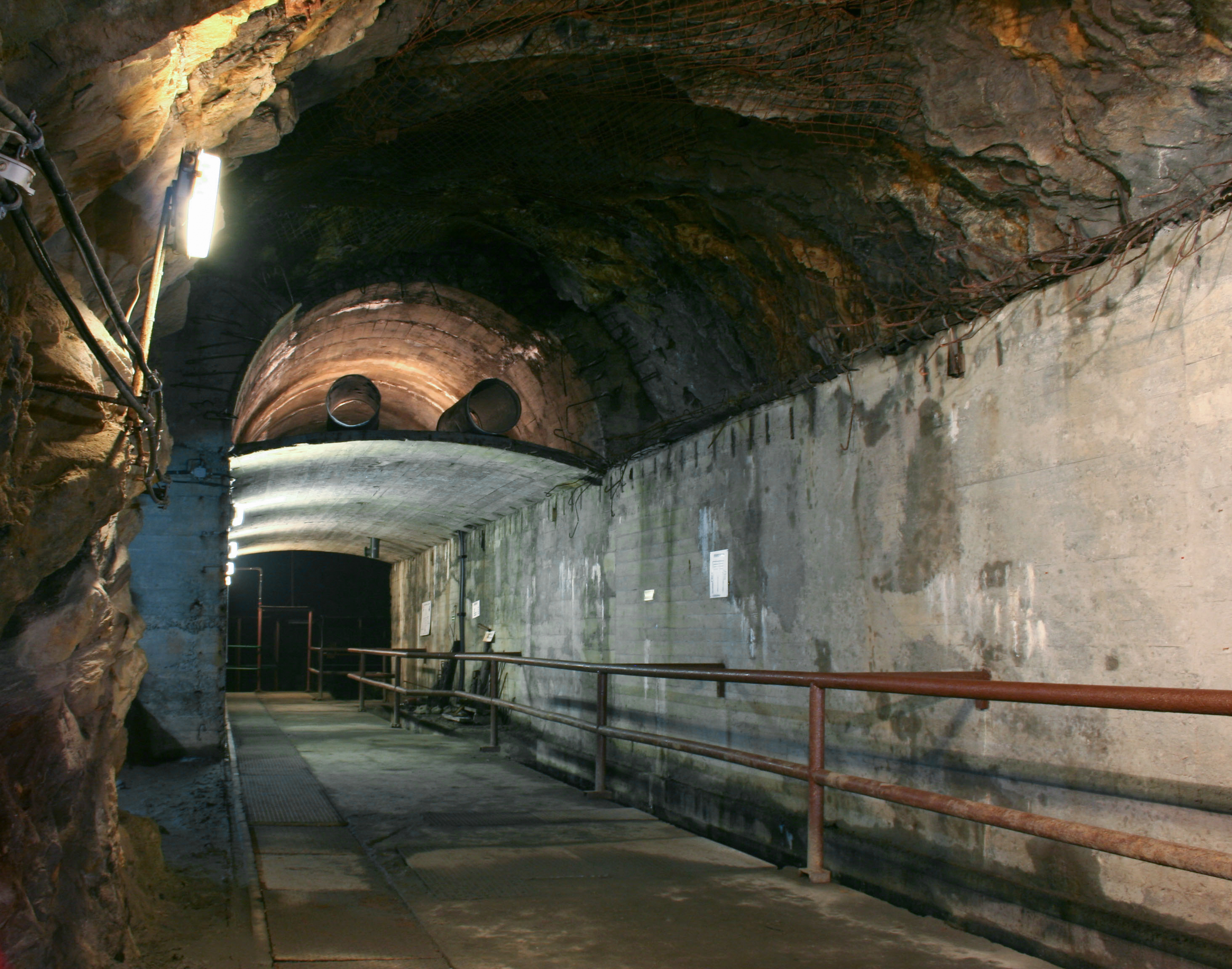
Dwukondygnacyjny korytarz w kompleksie Walim-Rzeczka
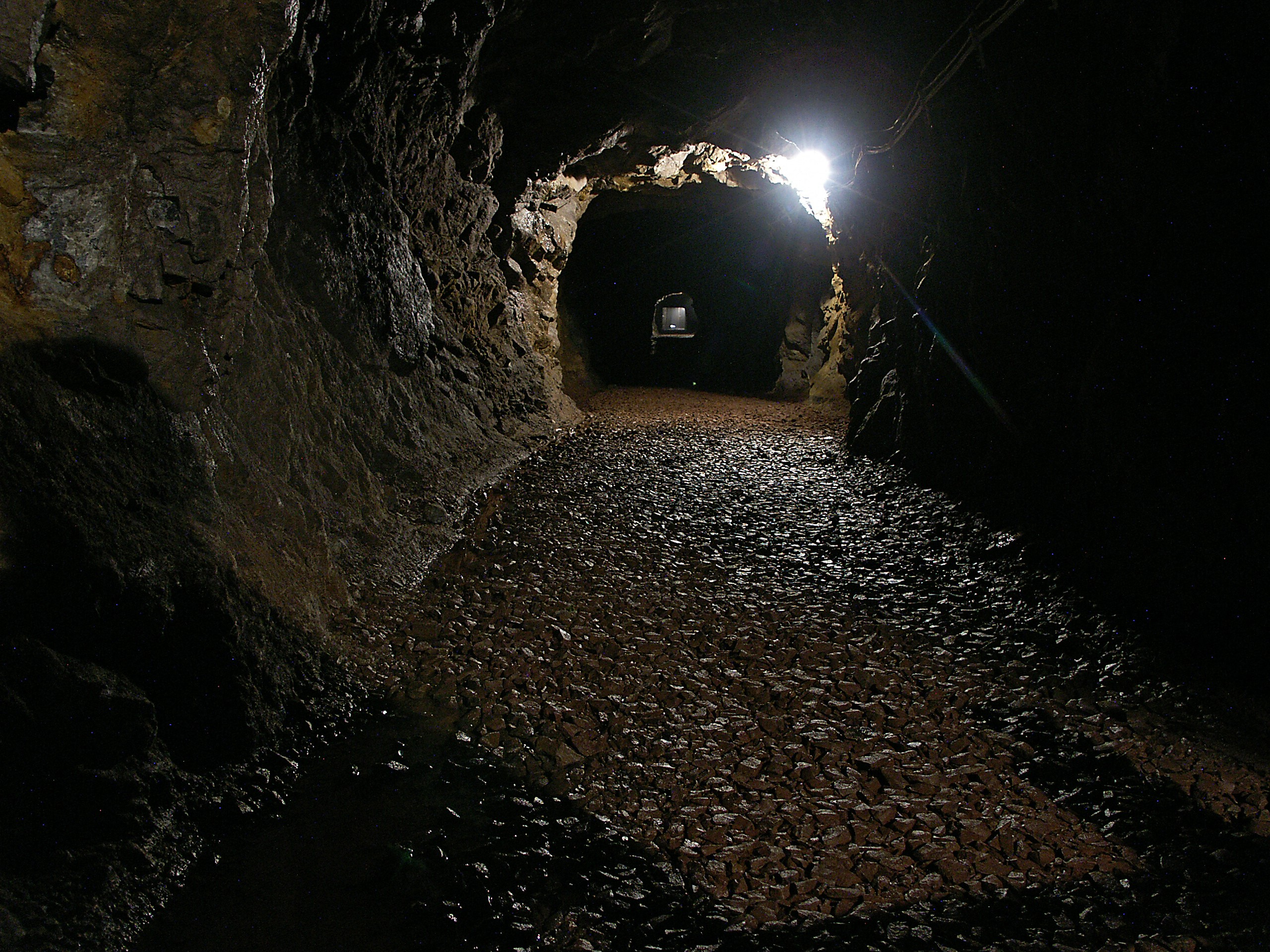
Włodarz, sztolnia
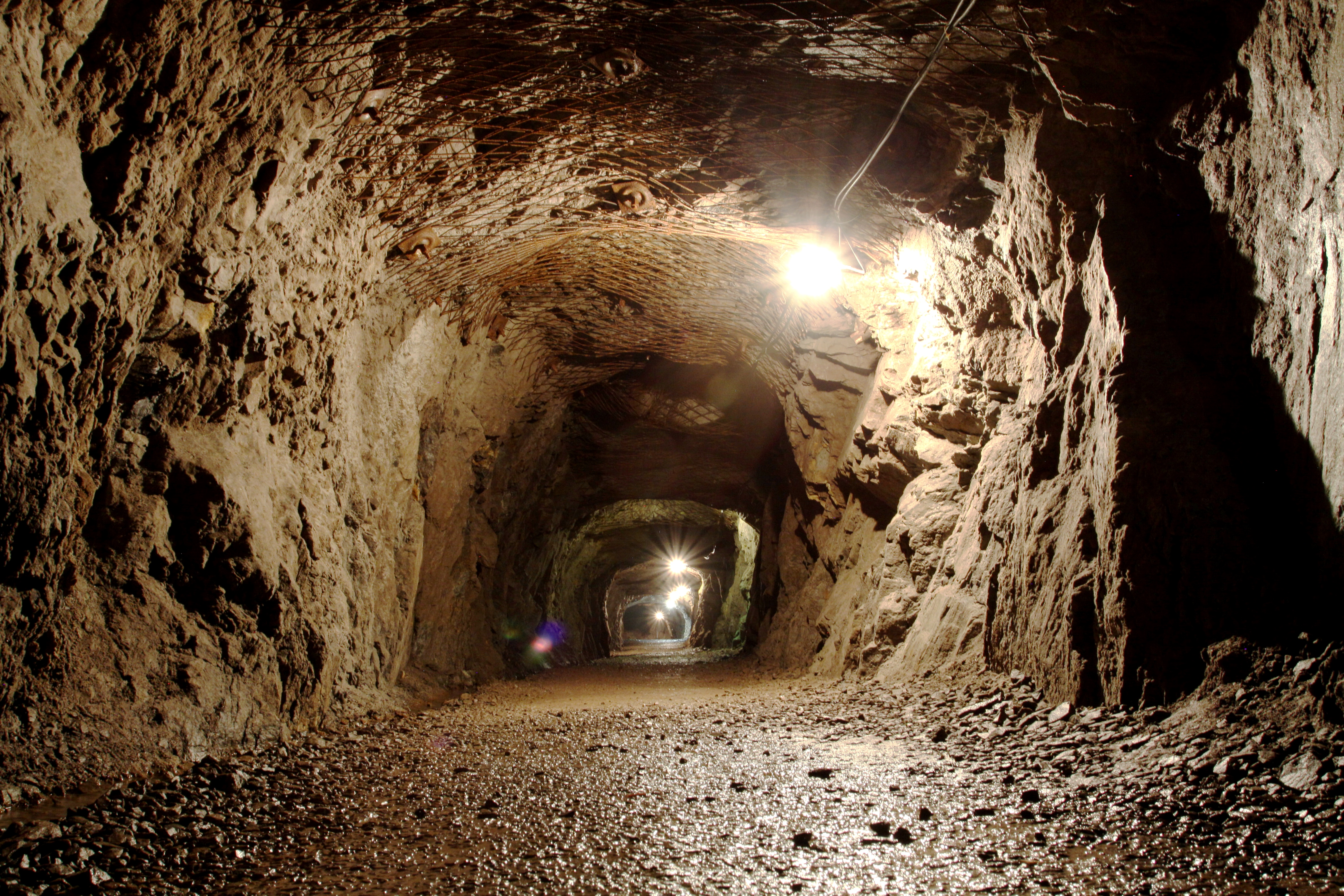
Podziemia w Osówce
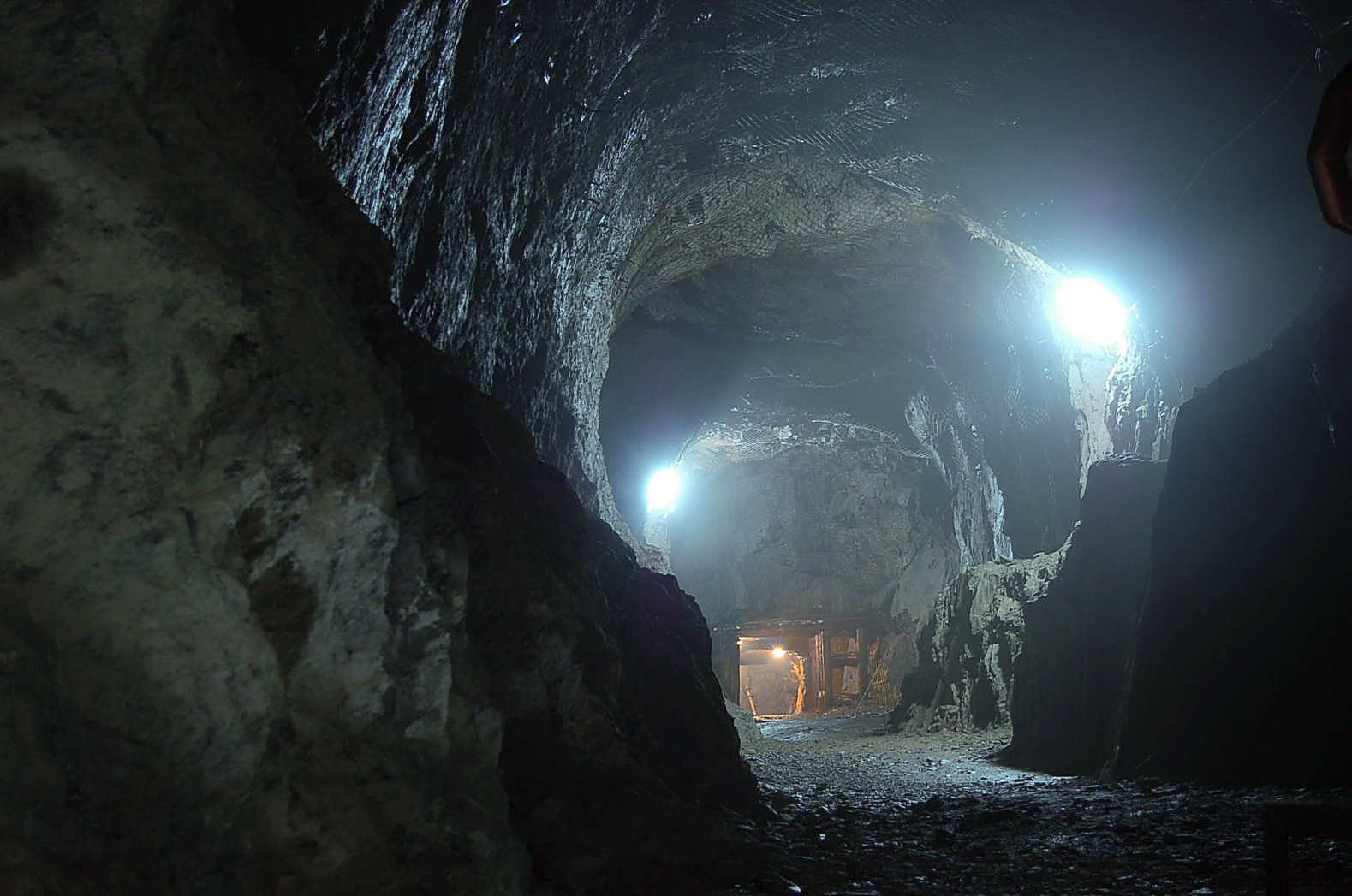
Podziemia w Osówce
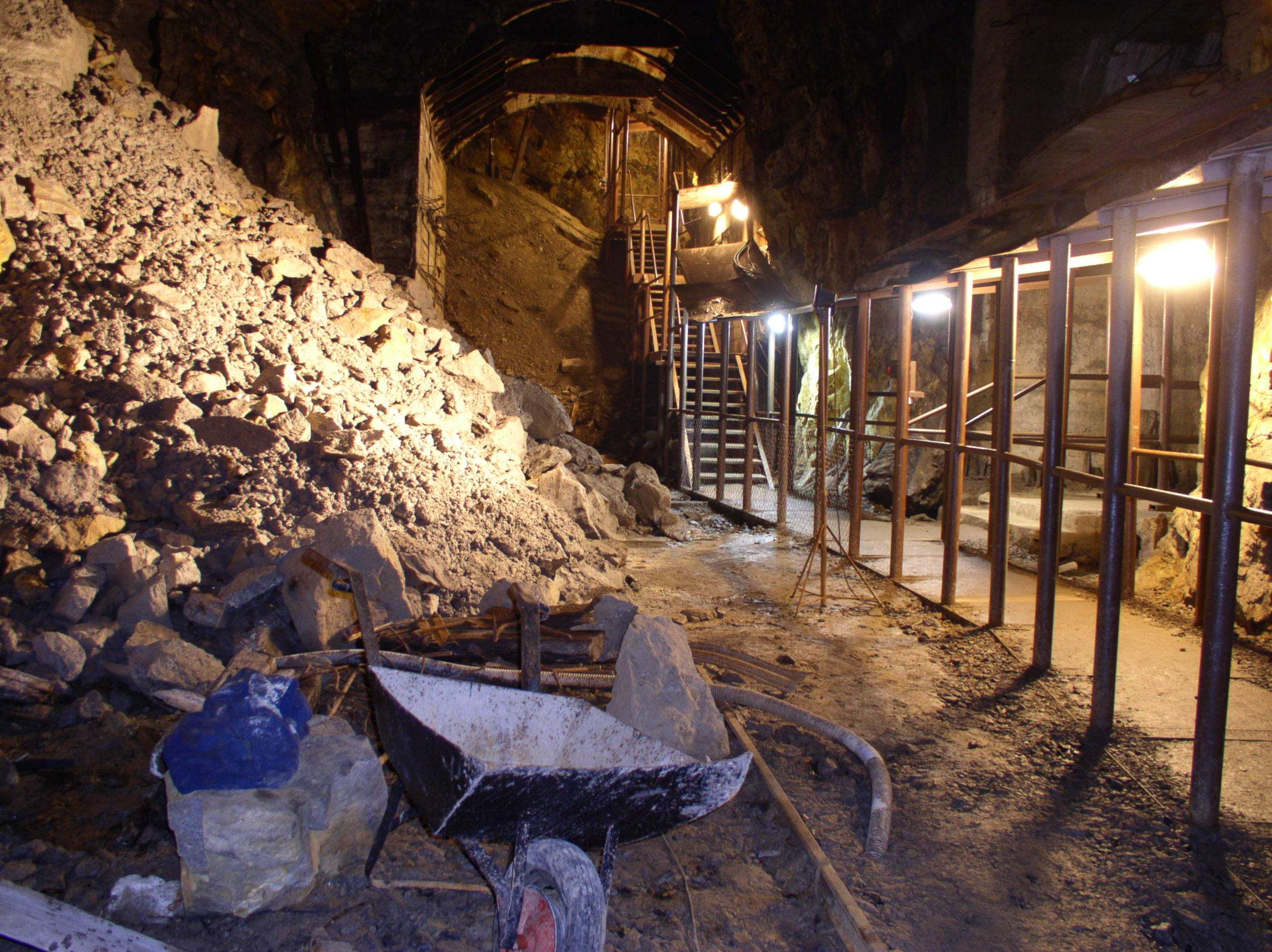
Sztolnia w Rzeczce
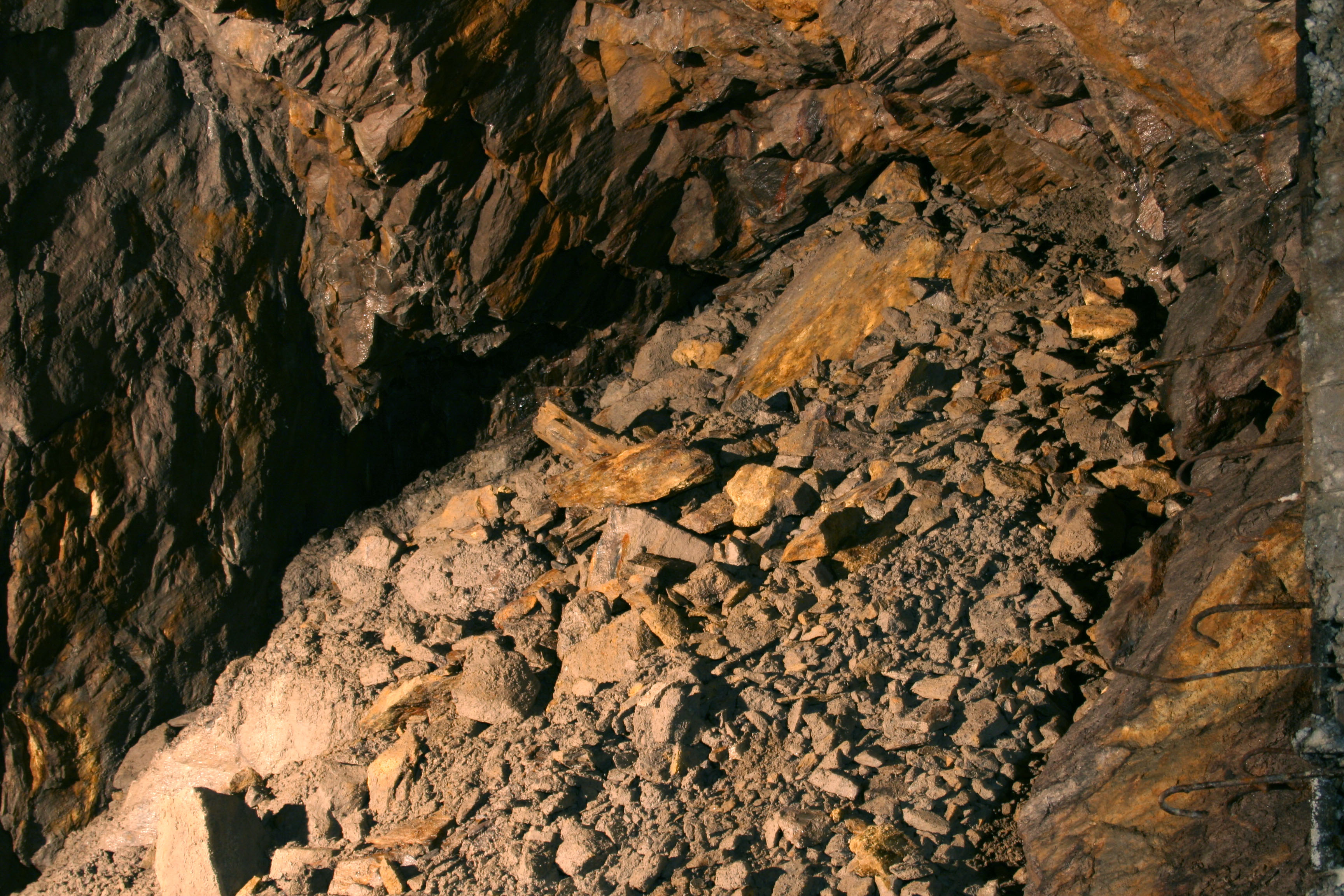
Jedno z zasypanych przejść – Walim-Rzeczka, prowadzące być może do szybu

## Mity i hipotezy
Na przestrzeni lat zagadka Riese stała się tematem zarówno licznych poważnych hipotez, jak i historii sensacyjnych. Jedna z nich głosiła, że w trakcie II wojny światowej w Górach Sowich trwały prace nad niemiecką Wunderwaffe, którą miały stanowić niemieckie latające dyski napędzane urządzeniem o kryptonimie Dzwon (Die Glocke).

## Filmy
- Riese. Tajemnice wykute w skale (2012)[6]
- Polska i świat z historią w tle: Tajemnica podziemnego miasta (2011), odc. 17, 25 min
- Znaki – polski serial kryminalny (2018, 2020)
- Złoty pociąg (2015)